# Súlur (berg)

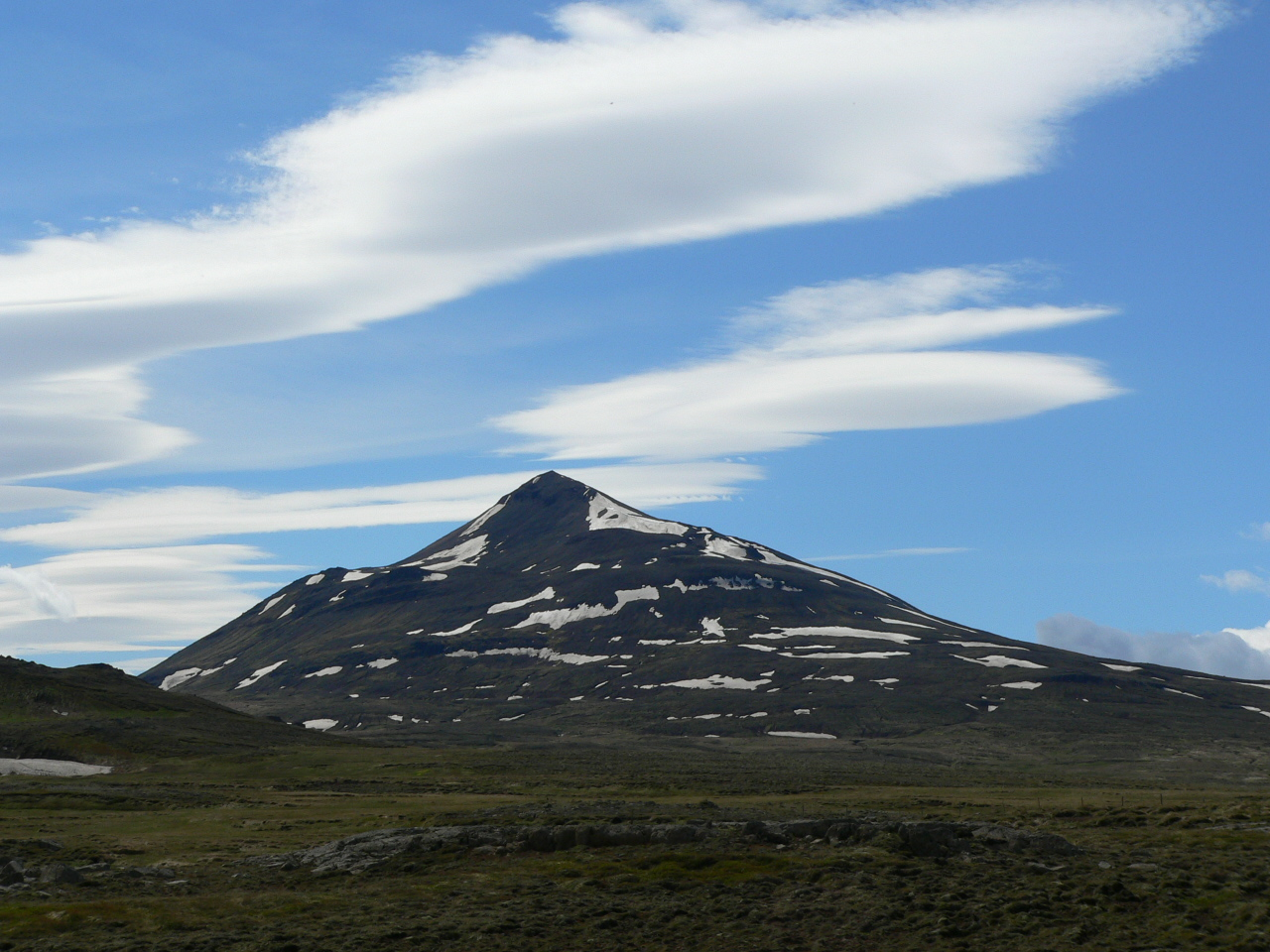
Zicht op de berg Súlur

Súlur is een berg in het noorden van IJsland even ten zuidwesten van de stad Akureyri. De berg heeft in feite twee toppen. De laagste is 1213 meter hoog en dit is de top die vanaf Akureyri goed te zien is. Daar achter leidt een smalle richel met gruis, gaten en scheuren naar de ca. 1 kilometer verder weg gelegen hogere top. Uiteindelijk eindigt de richel 6 kilometer verder bij de 1538 meter hoge Kerling, de hoogste uit basalt bestaande berg van IJsland en tevens de hoogste berg van het gebied rondom de Eyjafjörður. De Súlur is populair bij wandelaars. Meestal wordt de laagste top beklommen en de wandeling vergt, behalve een redelijke conditie, geen echte klimvaardigheiden. 
Het zicht vanaf de top is panoramisch. 